# Rhaconotus thayi
Rhaconotus thayi är en stekelart som beskrevs av Sergey A. Belokobylskij 2001. Rhaconotus thayi ingår i släktet Rhaconotus och familjen bracksteklar. Inga underarter finns listade i Catalogue of Life.